# Мисс США 1953
Мисс США 1953 (англ. Miss USA 1953) — 2-й конкурс красоты Мисс США прошедший 16 июля 1953 года, в Long Beach Municipal Auditorium, Лонг-Бич. Представительницы 43 штатов участвовали в инаугурации победительницы конкурса. Победительницей конкурса стала Мирна, Хансен от штата Иллинойс.

## Результаты
| Итоговое место | Участница |
| -------------- | --- |
| Мисс США 1953  | - Иллинойс — Мирна, Хансен |
| 1-я Вице Мисс  | - Южная Каролина — Mary Kemp Griffin |
| 2-я Вице Мисс  | - Алабама — Дорис Эдвардс |
| 3-я Вице Мисс  | - Вашингтон — Нэнси Петраборг |
| 4-я Вице Мисс  | - Юта — Шона Вуд |
| Топ 20         | - Калифорния — Марселла Рулетт - Колорадо — Джини Кэрролл - Флорида — Кей Дуггар - Айова — Мэрилин Шонка - Кентукки — Мэри Энн Стис - Луизиана — Жанна Вон Томпсон - Мэн — Джеки Ли - Миннесота — Мэри Энн Папке - Небраска — Бернета Нельсон - Невада — Эрлин Уитт - Нью-Йорк — Рета Кнапп - Огайо — Элеонора Мак - Пенсильвания — Джери Бауэр - Южная Каролина — Сьюзен Энтони Дей - Техас — Джоан Гейл Брэдшоу |

## Специальные награды
| Награда              | Участница                      |
| -------------------- | ------------------------------ |
| Мисс Конгениальность | - Луизиана — Жанна Вон Томпсон |

## Участницы
| - Алабама — Дорис Эдвардс - Аризона — Элеонора Рут Кросс - Арканзас — Джеки Стакер - Айдахо — Патриция Роуз Картер - Айова — Мэрилин Шонка - Вайоминг — Нэнси Роджерс - Вашингтон — Нэнси Петраборг - Вермонт — Кэтлин Сюррел - Виргиния — Дороти Ли Бэйли - Висконсин — Жак Мари Киммел - Западная Виргиния — Фэй Хигли - Калифорния — Марселла Рулетт - Кентукки — Мэри Энн Стис - Колорадо — Джини Кэрролл - Коннектикут — Беверли Берлант - Иллинойс — Мирна Хансен - Индиана — Эдит Мэй Крумме - Луизиана — Жанна Вон Томпсон - Мэн — Джеки Ли - Мэриленд — Дайан Гейл Дарем - Массачусетс — Джоан Дейли - Мичиган — Джо Энн Пейдж | - Миннесота — Мэри Энн Папке - Миссисипи — Джесси Винн Морган - Миссури — Донна Гарднер - Монтана — Билли Джин Тиррелл - Небраска — Бернета Нельсон - Невада — Эрлин Уитт - Нью-Гэмпшир — Мюриэль Рой - Нью-Джерси — Сьюзан Рут Харрис - Нью-Йорк — Рета Кнапп - Северная Дакота — Мэрилин Кауфилд - Северная Каролина — Либби Уокер - Огайо — Элеонора Мак - Оклахома — Барбара Бонд - Пенсильвания — Джери Бауэр - Род-Айленд — Барбара Дейньян - Техас — Джоан Гейл Брэдшоу - Юта — Шона Вуд - Южная Дакота — Кэтлин Герман - Южная Каролина — Сьюзен Энтони Дей - Южная Каролина — Мэри Кемп Гриффин - Флорида — Кей Дуггар |

## Судейская коллегия
- Джефф Чандлер
- Ронда Флеминг
- Арлин Дал
- Констанс Мур